# Magnezja koło Sipylosu
Magnezja koło Sipylosu – starożytne greckie miasto w Lydii, historycznej krainie w zachodniej Azji Mniejszej, współczesna Manisa. 
Według tradycji miasto zostało założone przez mieszkańców europejskiej Magnezji - nadbrzeżnej krainy nieopodal Tesalii. Usytuowane było w żyznej dolinie rzeki Hermos na przecięciu ważnych szlaków komunikacyjnych. W VI wieku p.n.e. zajął je król Lydii - Krezus, ale po jego porażce w 546 p.n.e. w wojnie z królem perskim, Cyrusem, miasto znalazło się w rozległym imperium perskim. Wyzwolone spod władzy perskiej przez Aleksandra Wielkiego, w okresie hellenistycznym znajdowało się pod władzą różnych monarchów. W 190/189 p.n.e. w pobliżu Magnezji rozegrała się bitwa, która przesądziła o porażce seleukidzkiego władcy Antiocha III w wojnie z Rzymem. Miasto rozwijało się za czasów rzymskich i pozostało ważnym ośrodkiem w cesarstwie bizantyńskim. W 17 roku n.e. Magnezja ucierpiała w wyniku trzęsienia ziemi.